# Radu II da Valáquia
Radu II, o Calvo, em romeno, Radu II Chelul (?—1427) foi um Príncipe da Valáquia e membro da dinastia Bassarabe, sendo filho de Mircea I e de Maria Tolmay e, portanto, irmão de Miguel I.

Radu foi o último voivoda que assegurou o controlo de Banato e a Bessarábia do Sul. A  Dobruja perdeu-se em 1417.
Os seus períodos de governo foram marcados pelas violentas incursões do seu primo e rival, Dan II, pelo trono do principado.
Radu encontrou apoio no Império Otomano, cuja submissão causou a já referida perda de Dobruja e outros territórios.

Radu II é mencionado pela última vez em 1427, aquando da última e definitiva usurpação de Dan da coroa. Este terá provavelmente mandado matá-lo. Terá morrido provavelmente em 1427.